# Geschichte Paraguays
Die Geschichte Paraguays umfasst die Entwicklungen auf dem Gebiet der Republik Paraguay von der Urgeschichte bis zur Gegenwart. Sie lässt sich grob in vier Phasen unterteilen: die Frühzeit vor Beginn der spanischen Besiedlung im Jahre 1537, die Kolonialzeit, in der das Gebiet des heutigen Paraguay zum Königreich Spanien gehörte, die Neuzeit, in der das Land unabhängig wurde, sich entwickelte und sich im Staatensystem integrierte, und schließlich die Jüngste Geschichte, welche die Zeit von dem Ende der Militärdiktatur bis in die Gegenwart behandelt.

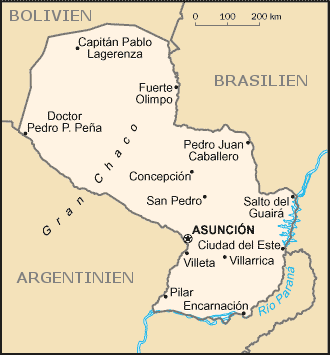
Lage des heutigen Staates Paraguay

## Frühzeit
Im Gebiet des heutigen Staates Paraguay lebten vor der europäischen Besiedlung verschiedene Indianerstämme. Im Westen lebten die Stämme der Tupí-Guaraní-Sprachfamilie, im Osten die Stämme der Arawak, Guaicurú, Mataco-Mataguayo, Chamacoco, Angaite und Lengua. Nach Schätzungen sollen bei Ankunft der Europäer etwa 280.000 Menschen in dem Gebiet gelebt haben.
Die Aché-Indianer, die heute im subtropischen Osten leben, gelten als Nachkommen der einstigen Urbevölkerung Ostparaguays. Um 500 v. Chr. wanderten Guarani-Gruppen aus dem Amazonasgebiet ein, besetzten die an den Flussniederungen liegenden Gebiete, legten dort ihre Pflanzungen an und verdrängten die Vorfahren der Aché in die höher gelegenen Waldgebiete. Heute werden sie der Tupí-Guaraní-Sprachfamilie zugerechnet, vermutlich aber haben die Aché diese Sprache übernommen.

## Kolonialzeit

### Spanische Eroberung

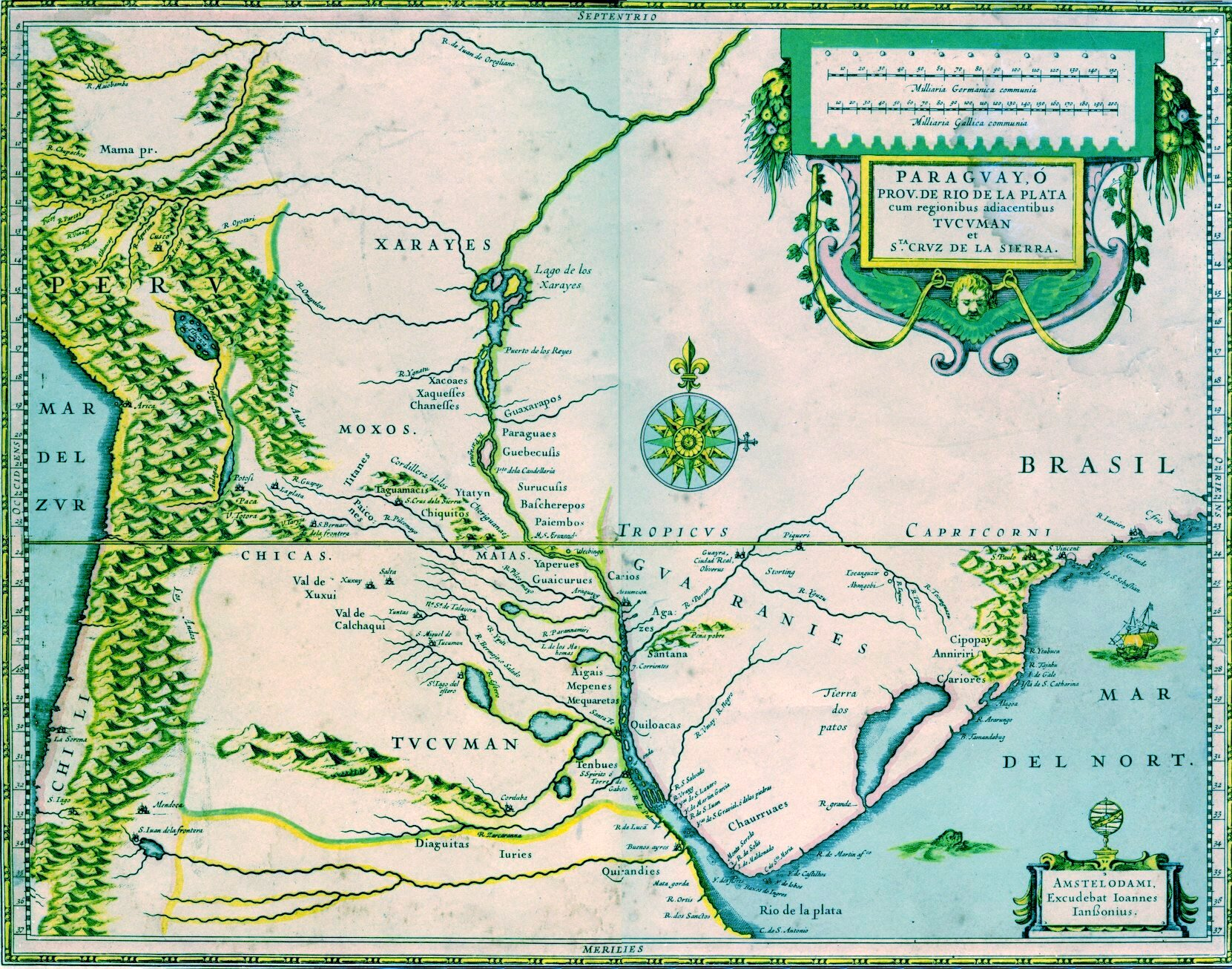
Historische Karte Paraguays: Karte von Josse de Hondt (um 1600)

Der erste Europäer in Paraguay war angeblich Juan de Solis, der 1516 das Gebiet erkundete und für die spanische Krone reklamierte. Eine Expedition unter Sebastiano Caboto gründete im Jahre 1527 die Station Sancti Spiritu. Die eigentliche Eroberung des Gebietes begann jedoch erst im Jahre 1537 mit der Gründung des Fort Nuestra Señora Santa María de la Asunción, der heutigen Hauptstadt Paraguays am Río Paraguay (bedeutet auf Guaraní Papageienfluss). Danach führten Kriegszüge von Juan de Ayolas (1537), Domingo Martínez de Irala (1542) und Álvar Núñez Cabeza de Vaca (1543) zur Expansion des spanischen Territoriums nach Westen. Im Jahre 1542 wurde die Region dem neugegründeten Vizekönigreich Peru angegliedert. Ab 1559 war das politische Verwaltungszentrum der Provinz die Stadt Charcas. In dieser Zeit vermischten sich die europäischen Einwanderer mit der lokalen indianischen Bevölkerung, die jedoch als Folge davon von neuen Krankheiten wie der Syphilis dezimiert wurden.

### Jesuitische Reduktionen

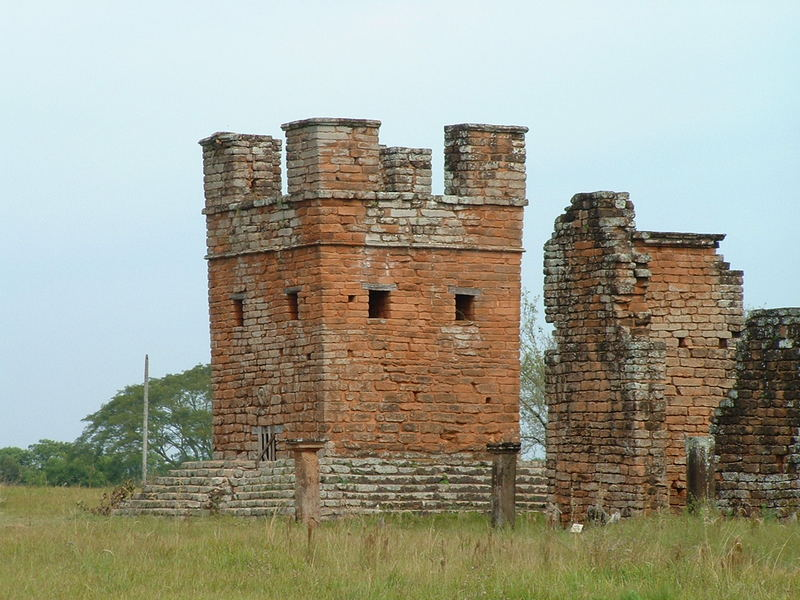
Ruine einer Jesuitenreduktion in Trinidad

Im Jahre 1588 begann der Jesuitenorden im Süden der Region mit der Christianisierung der Guaraní-Indianer. Seit dem Jahre 1610 erhielten die Jesuiten vom spanischen König Philipp III. freie Hand und begannen in der Provinz Guaira mit der Anlage von reducciones, landwirtschaftlichen Großsiedlungen, in denen die Indianer kolonisiert wurden. Es handelte sich dabei um Dorfgemeinschaften für bis zu 10.000 Guaraní, zu denen Mestizen und weiße Siedler keinen Zugang hatten. Offiziell unterstand dieser Jesuitenstaat, der Teile des heutigen Paraguay, Argentiniens und Brasiliens mit einbezog, der spanischen Oberherrschaft. Er hatte aber eine eigene Verwaltung und war nach außen abgeriegelt. Der wirtschaftliche Erfolg war Anlass zu Neid und Missgunst unter spanischen Kolonialbeamten, die deshalb nichts gegen Übergriffe von Sklavenjägern unternahmen. Es kam daher vor allem um 1721–1725 und 1730–1735 zu heftigen Unruhen. 
Der Richter José de Antequera y Castro wurde 1721 vom Vizekönig von Peru zum Schutz der Indigenen nach Paraguay entsandt. Er entmachtete den Gouverneur von Paraguay, nahm selbst dessen Position ein und stellte die Rechtsordnung wieder her, wandte sich dann aber gegen den Vizekönig. 1725 wurde er von den Jesuiten gestürzt und 1731 in Lima hingerichtet. 1730 unternahm Fernando Mompox y Zayas einen antiroyalistischen Aufstand gegen den Vizekönig. Weitere Unruhen folgten, als ein Teil der jesuitischen Reduktionen nach dem Vertrag von Madrid an das portugiesische Brasilien abgetreten werden sollte (→ Guaraníkriege (1753–1756)). Schließlich wurden die Jesuiten 1767 aus Südamerika vertrieben und die Reduktionen endgültig aufgelöst. Die spanische Krone hoffte mit dem beschlagnahmten Besitz die Staatsfinanzen sanieren zu können.

### Weitere Entwicklungen
Die Kolonie diente dem Spanischen Königreich vor allem als Lieferant von Rohstoffen. Gleichzeitig fielen die Steuern für Importe verhältnismäßig hoch aus, was zu zahlreichen Unruhen unter den Kolonisten und Indianern führte. Im Jahre 1776 wurde Paraguay dem neu gegründeten spanischen Vizekönigreich Río de la Plata angegliedert, zusammen mit Regionen des heutigen Argentinien, Uruguay und Bolivien.

## 19. und 20. Jahrhundert

### Zeit der Diktatur
Im Zuge der lateinamerikanischen Unabhängigkeitsbewegung erklärte 1810 zuerst Argentinien seinen Abfall von Spanien. Paraguay verblieb hingegen zunächst beim Mutterland und wehrte Anfang 1811 sogar einen militärischen Versuch Argentiniens ab. Am 14. Mai 1811 erklärte Paraguay seine Unabhängigkeit, trat aber nicht der Argentinischen Konföderation bei. Der spanische Gouverneur wurde abgesetzt und die Regierungsgeschäfte wurden von einem Rat aus fünf Männern übernommen. Bald darauf wurde dieser Rat durch zwei Konsuln, Fulgencio Yegros und José Gaspar Rodríguez de Francia, ersetzt, von denen sich der letztere im Jahre 1814 als Präsident und unumschränkter Diktator durchsetzte.
Francia regierte bis zu seinem Tod im Jahr 1840. Seine Regierungszeit wurde durch die Abschottung des Landes von seinen Nachbarstaaten geprägt, sodass die dortigen revolutionären Entwicklungen kaum Einfluss auf die Gesellschaft in Paraguay nehmen konnten. Zur Stärkung der Regierung konfiszierte Francia 1824 den Kirchenbesitz und 1826 die Hälfte des Landbesitzes kreolischer Großgrundbesitzer. Landwirtschaft und Gewerbe nahmen unter ihm und seinen beiden Nachfolgern einen bedeutenden Aufschwung, der das Land bis zur Mitte des 19. Jahrhunderts zu einem der am weitesten entwickelten Länder Südamerikas machte. Nach einem kurzen Interregnum kam Francias Neffe Carlos Antonio López 1841 an die Macht, die er sich zunächst mit Mariano Roque Alonso teilte, bis er 1844 zum ersten konstitutionellen Präsident Paraguays ernannt wurde. López führte eine radikale Form des Militarismus ein. Er brachte das Berufsheer auf 8.000 Mann, führte die allgemeine Wehrpflicht ein, ließ größere und kleinere Festungen errichten und bewaffnete die Schiffe auf den Flüssen schon in Friedenszeiten. Trotzdem bediente er sich des militärischen Instruments nur einmal, als er in den Uruguayischen Bürgerkrieg (1843–1851) eingriff. López begann 1843 damit, offiziell die Sklaverei in Paraguay abzuschaffen, führte die allgemeine und kostenlose Schulpflicht ein, reformierte das Rechtssystem und gewährte den Indios die Staatsbürgerschaft. Als er 1862 starb, gingen die Regierungsgeschäfte an seinen Sohn Francisco Solano López über.
López hatte expansive Absichten, die dadurch bestärkt wurden, dass Paraguay zu dieser Zeit das effektivste Militärwesen des Kontinents hatte. Er rüstete das Militär weiter auf und erklärte 1864 Brasilien und Argentinien den Krieg. Diese verbündeten sich mit Uruguay zur Tripel-Allianz. Im folgenden Krieg der Tripelallianz (1864–1870) verlor Paraguay den größten Teil seiner Bevölkerung (rund 384.000 von rund 500.000 Einwohnern). Außerdem annektierten die Sieger etwa 50 % des paraguayischen Staatsgebietes und hielten Paraguay bis 1876 besetzt. Paraguay verlor damit seine wirtschaftliche Leistungsfähigkeit und seinen Wohlstand.

### Instabile Republik

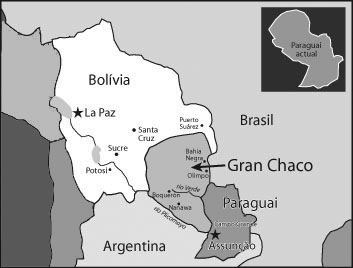
Strittige Gebiete im Chacokrieg (1932–1935)

Präsident López war während des letzten Kriegsjahres gefallen.
Das allgemeine Männerwahlrecht erhielt mit der Verfassung aus dem Jahre 1870 Gültigkeit.
Die folgenden Jahre waren von politischer Instabilität gekennzeichnet. Dabei kämpften vor allem konservative Colorados gegen liberale Azules. Erst um die Jahrhundertwende stabilisierte sich die wirtschaftliche und politische Lage zunehmend. Ab 1904 strömte wieder vermehrt ausländisches Kapital ins Land, was von der Regierung unter Eduardo Schaerer zwischen 1912 und 1916 zur Konsolidierung ausgenutzt werden konnte. Im Ersten Weltkrieg (1914–1918) bewahrte Paraguay seine Neutralität und erreichte 1915 einen Ausgleich mit Bolivien im Streit um das Gebiet des Gran Chaco. Erst als in diesem Gebiet Öl entdeckt wurde, kam es seit 1928 zu neuen Auseinandersetzungen, die im Chacokrieg (1932–1935) gipfelten. Im Friedensvertrag des Jahres 1938 erhielt Paraguay den größten Teil des umstrittenen Territoriums zugesprochen und vergrößerte damit sein Staatsgebiet auf etwa das Doppelte.
Noch vor dem Friedensschluss wurde Präsident Eusebio Ayala am 17. Februar 1936 durch eine vom Militär unterstützte Volksbewegung gestürzt. Neuer Präsident wurde Oberst Rafael Franco. Doch auch dieser wurde am 18. August 1938 wieder entmachtet, was das Land in ein politisches Chaos stürzte. Ab 1939 ergriff mit General José Félix Estigarribia, dem von 1940 bis 1948 Higinio Morínigo nachfolgte, das Militär die Macht im Staat. Noch unter der Regierung General Estigarribias trat eine neue Verfassung in Kraft, die den Präsidenten zum Staats- und Regierungschef sowie zum Oberbefehlshaber der Streitkräfte Paraguays in einer Person machte. Dagegen kam es 1947 zu einem Aufstand, der von der Febrerista-Partei und der Kommunistischen Partei organisiert wurde. In dem folgenden sechsmonatigen Bürgerkrieg unterlagen die Rebellen schließlich den Regierungstruppen. Sie setzten sich über die Grenzen nach Brasilien oder Argentinien ab.

### Militärdiktatur
Im Mai 1954 putschte das Militär unter General Alfredo Stroessner, Sohn eines Bayern aus Hof und einer Paraguayerin, erneut gegen die Regierung. Der General etablierte eine Diktatur mit polizeilicher Repression (Dokumente, welche diese Repression verzeichnen, wurden inzwischen von der UNESCO als Weltdokumentenerbe anerkannt), die 35 Jahre lang Bestand haben sollte. Das Regime wurde aufgrund seiner strikten antikommunistischen Einstellung lange Zeit von den Vereinigten Staaten unterstützt.
Das Gesetz Nummer 704 führte 1961 das allgemeine aktive und passive Frauenwahlrecht auf nationaler Ebene ein.
Des Weiteren wurde in der Zeit der Militärdiktatur auch die Einwanderung gefördert. Aufgrund eines Abkommens mit Japan siedelten sich 1959 etwa 8,000 Japaner in Paraguay an. Sie erhielten von der Regierung Land und begannen mit dem Anbau von Obst und Gemüse. Seit 1968 wurden rund 10,000 weitere Mennoniten, vor allem Wolgadeutsche, zur Besiedelung und Kultivierung des kargen Chaco-Gebietes nach Paraguay geholt
Erst 1989 wurde Stroessner selbst von einem weiteren Militärputsch unter General Andrés Rodríguez gestürzt. Dieser leitete einen demokratischen Wandel in Paraguay ein, indem er die Zensur der Medien aufhob und 1992 eine demokratische Verfassung verkündete.
Außerdem gründeten Argentinien, Brasilien, Paraguay und Uruguay 1991 den „Gemeinsamen Markt des Südkegels“ (Mercado Común del Cono Sur), der unter anderem den schrittweisen Abbau der Zölle zwischen den Mitgliedstaaten vorsah. Verwaltungssitz der Organisation ist seitdem Montevideo in Uruguay.

## Jüngste Geschichte

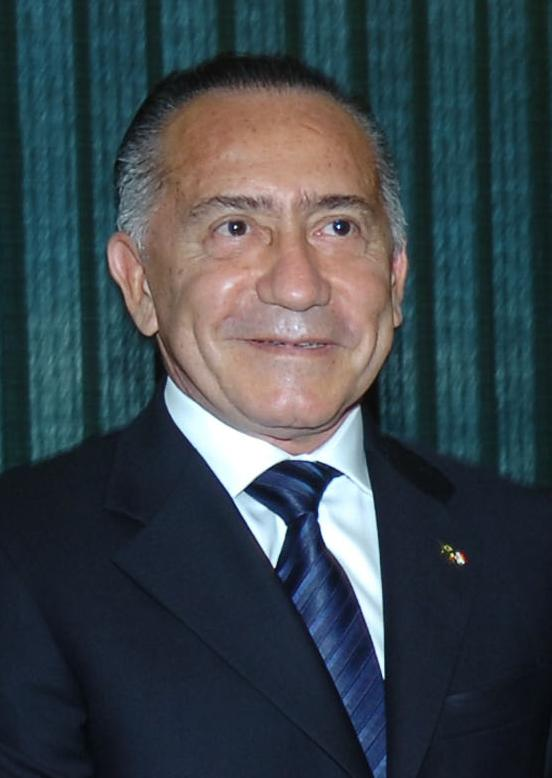
Lino César Oviedo Silva

Am 9. Mai 1993 ging die Colorado-Partei bei den ersten wirklich demokratischen Wahlen seit der Gründung des Staates als Sieger hervor. Juan Carlos Wasmosy wurde neuer Staats- und Regierungschef Paraguays.
Doch auch in jüngster Zeit war die politische Lage in Paraguay von Instabilität geprägt. Im Mai 1996 kam es zu einem landesweiten Generalstreik und blutigen Auseinandersetzungen zwischen Demonstranten und Sicherheitskräften, nachdem die Oppositionsparteien und Gewerkschaften den Rücktritt von Präsident Juan Carlos Wasmosy forderten, gegen den ein Korruptionsverfahren lief. Gleichzeitig schlug ein Putschversuch von General Lino César Oviedo Silva fehl, woraufhin der General zu 10 Jahren Gefängnis verurteilt wurde. Doch nach seinem Amtsantritt 1998 begnadigte der neue Präsident Raúl Cubas Grau General Oviedo Silva. Dies löste eine schwere Krise aus, in der die Oppositionsparteien mit einem Amtsenthebungsverfahren gegen den Präsidenten drohten. Als im März 1999 der regierungskritische Vizepräsident Luis María Argaña in Asunción erschossen wurde, kam es erneut zu schweren Unruhen und Straßenschlachten zwischen den Anhängern der Regierung und der Opposition. Das Parlament enthob den Präsidenten daraufhin seines Amtes und ernannte Senatspräsident Luis Ángel González Macchi zu dessen provisorischen Nachfolger. Oviedo Silva setzte sich nach Argentinien ab und Ex-Präsident Cubas Grau entzog sich einem Haftbefehl durch eine Flucht nach Brasilien, wurde aber später, Anfang 2002, in Paraguay festgenommen. Ende des Jahres 1999 kam es im Streit zwischen Argentinien und Paraguay über die Auslieferung General Oviedo Silva zum Abbruch der diplomatischen Beziehungen. Im Mai 2000 versuchten Anhänger des Generals erfolglos gegen die Regierung zu putschen. Nach seiner Rückkehr am 28. Mai 2004 wurde Oviedo verhaftet und in ein Gefängnis eingeliefert. Nach seiner Freilassung trat er als Präsidentschaftskandidat 2008 für die Unión Nacional de Ciudadanos Éticos an.
Da die Verfassung Paraguays nur eine Amtszeit für den Präsidenten zulässt konnte der Amtsinhaber Nicanor Duarte Frutos zu den Parlaments- und Präsidentschaftswahlen in Paraguay 2008 nicht noch einmal antreten. Präsidentschaftskandidaten waren, neben Oviedo, Blanca Ovelar für die regierende Partido Colorado an, und der ehemalige Bischof von San Pedro Fernando Lugo für das Oppositionsbündnis Alianza Patriótica para el Cambio. Die Wahl entschied Lugo mit 40,8 Prozent der Stimmen für sich; er erreichte dabei zehn Prozentpunkte mehr als die ehemalige Bildungsministerin Blanca Ovelar, die Kandidatin der seit 61 Jahren regierenden Colorado-Partei. Lugo wurde am 15. August 2008 als Staatspräsident vereidigt, Federico Franco von der Partido Radical Liberal Auténtico zum Vizepräsidenten ernannt.
Am 15. Juni 2012 kam es in Curuguaty im Departamento Canindeyú zu einer gewalttätigen Auseinandersetzung zwischen Polizisten und Landbesetzern mit mindestens 17 Toten, darunter sechs Polizisten. Lugo wurde für den Zwischenfall politisch verantwortlich gemacht, woraufhin die Abgeordnetenkammer am 21. Juni 2012 eine Amtsenthebungsklage einreichte. Der Senat Paraguays stimmte nur einen Tag später mit 39:4 Stimmen der Amtsenthebung zu.
Lugo akzeptierte seine Absetzung durch das Parlament, betrachtete den Vorgang aber mehr als einen „Staatsstreich“. Lugos Anwälte kündigten an, eine Überprüfung des Amtsenthebungsverfahrens durch den Obersten Gerichtshof Paraguays sowie durch den Interamerikanischen Gerichtshof für Menschenrechte zu beantragen. Die Organisation Amerikanischer Staaten kritisierte das Amtsenthebungsverfahren als „etwas übereilt“, ein Sprecher der Union Südamerikanischer Nationen betrachtete die Vorgänge als eine Bedrohung der demokratischen Ordnung. Lugos Nachfolger als Staatspräsident wurde der bisherige Vizepräsident Federico Franco. Infolge der Ereignisse um die Absetzung des Fernando Lugos wurde Paraguay vorübergehend bis zu den Neuwahlen im April 2013 von den anderen Mitgliedern vom Mercosur suspendiert.
Die nachfolgenden Präsidentschaftswahlen 2013 verliefen ohne größere Zwischenfälle. Wahlsieger wurde der Kandidat der Coloradopartei, Horacio Cartes. Lino Oviedo war auch in dieser Wahl Kandidat, kam aber bei einem Helikopterabsturz während des Wahlkampfes ums Leben. Die Dauerherrschaft der Colorado-Partei wurde auch nach Präsidentschaftswahl 2018 fortgesetzt, die ihr Kandidat Mario Abdo Benítez gewann.